# Чека (посёлок)
Чека — посёлок в Брединском районе Челябинской области России. Входит в Калининское сельское поселение. 

## География
Расположен в западной части района, на берегу реки Чеки, отсюда название. Расстояние до районного центра посёлка Бреды 76 км.

## История
Поселок основан в 1933 году при Кизильско-Троицком конезаводе № 43 (с 1936 года Кизильский конезавод № 43, с 1955 года совхоз «Кизильский», с 1958 года совхоз «Калининский»),

## Население
| 2002 | 2010 |
| ---- | ---- |
| 180  | ↘120 |

(в 1953 — 69, в 1957 — 230, в 1970 — 204, в 1983 — 106, в 1995 — 127)

## Улицы
- Заречная,
- Целинная,
- Молодёжная.